# Metil Paratión
El metil paratión o metil parathion (nombre químico: tiofosfato de O,O-dimetilo y de O-4-nitrofenilo) es un plaguicida organofosforado prohibido en todas sus formulaciones y usos por ser dañino para la salud humana y el ambiente. Comercializado bajo el nombre de Fosferno, Bladan, DNTP, Paraphos, Alkron, Alleron, Aphamite, Folido o Rhodiatos.

## Resumen de la medida de prohibición
El metil paratión fue excluido de la lista de sustancias activas autorizadas para el uso en productos de protección de plantas en 1991 bajo la Ley para protección de plantas contra plagas y pestes en muchos países. 
Prohibida la producción, uso y comercialización de todos los productos de protección de plantas que contengan Metil paratión.
El metil paratión está designado como producto químico CFP.
Está permitida la posesión y uso del producto químico para la investigación o propósitos de laboratorio en cantidades menores de 10 kg .

## Peligros y  riesgos conocidos respecto a la salud humana
El Metil paratión es altamente tóxico por inhalación e ingestión y moderadamente tóxico por absorción dérmica. La exposición a dosis elevadas del producto sea por contacto dérmico o inhalación, puede ser fatal para el ser humano. Al inhalarlo puede causar goteo de nariz, tos, molestias al pecho, falta de respiro y resoplidos por la constricción o exceso de fluidos en los tubos bronquiales. 
Al contacto con la piel puede causar sudor localizado y contracciones musculares involuntarias. Al contacto ocular causará dolor, hemorragia, lacrimación, constricción de la pupila y visión borrosa. El envenenamiento grave por cualquier vía afectará el sistema nervioso central, produciendo incoordinación, hablar arrastrando las palabras, pérdida de reflejos, debilidad, fatiga, contracciones involuntarias de los músculos, temblores de la lengua o de los párpados, y finalmente parálisis de las extremidades y de los músculos respiratorios. Otros efectos son defecación y urinación involuntarias, psicosis, ritmo cardiaco irregular, inconsciencia, convulsiones y coma. La muerte puede ser causada por fallo respiratorio o paro cardiaco.
Una exposición repetida o prolongada a niveles moderados (por ejemplo, entre los trabajadores de una fábrica) puede resultar en problemas de memoria y de concentración, desorientación, grave depresión, irritabilidad, pesadillas, sonambulismo y somnolencia o insomnio.
Los trabajadores de una fábrica que manipulan cantidades de metil paratión concentrado están en alto riesgo. Las exposición para los trabajadores agrícolas puede ocurrir durante el mezclado, rociado o aplicación; durante la limpieza o reparación de los equipos o entrando de nuevo en los campos que han sido rociados.

## Peligros y riesgos conocidos respecto al ambiente
El metil paratión no es persistente en el ambiente. No es bioconcentrable y no se transfiere a través de la cadena alimentaria y es degradado rápidamente por muchos microorganismos y otras formas de flora y fauna.
Es solamente probable que cause daños a ecosistemas en casos de fuerte sobreexposición resultante del uso indebido o de derrames accidentales. Sin embargo, los insectos polinizadores y otros beneficiosos están a riesgo del rociado con metil paratión.
La sustancia es muy tóxica para los organismos acuáticos. Debe darse atención especial a las abejas.